# Hervé Flandin
Hervé Flandin   (Modane, 4 de juny de 1965) és un biatleta francès, ja retirat, que va competir durant les dècades de 1980 i 1990.
Durant la seva carrera esportiva va prendre part en tres edicions dels Jocs Olímpics d'Hivern, el 1988, 1992 i 1994, sempre disputant proves del programa de biatló. Els millors resultats els va obtenir als Jocs de Lillehammer de 1994, on va guanyar la medalla de bronze en el relleu 4x7,5 quilòmetres, formant equip amb Thierry Dusserre, Patrice Bailly-Salins i Lionel Laurent, mentre en la prova dels 20 quilòmetres fou trenta-dosè.
En el seu palmarès també destaquen dues medalles de plata i una de bronze en els sis Campionats del món de biatló que disputà. A la Copa del món de biatló guanyà una cursa individual i dues per equips.